# کلودومیرو آلمیدا
خوزه کلودومیرو آلمیدا مدینه (به اسپانیایی: Clodomiro Almeyda Medina) (زادهٔ ۱۱ فوریه ۱۹۲۳ – درگذشتهٔ ۲۵ اوت ۱۹۹۷) وکیل اهل شیلی، استاد و سیاستمدار، رهبر حزب سوسیالیست (PS) بود.

## زندگی‌نامه
آلمیدا در سانتیاگو به‌دنیا آمد و تحصیلات اولیه خود را در دبیرستان‌های آلمان و سانتیاگو در شیلی گذراند، سپس تحصیلاتش را در دانشکده حقوق دانشگاه شیلی پی گرفت و در سال ۱۹۴۸ فارغ‌التحصیل شد، او تز خود را با عنوان «به سوی تئوری مارکسیستی دولت» ارائه داد. او بعداً در دانشکده جامعه‌شناسی همان دانشگاه، استاد نظریه سیاسی شد.
آلمیدا در سال ۱۹۴۱ به حزب سوسیالیست شیلی پیوست و در فعالیت‌های آن شرکت کرد. در دوران تجزیه داخلی حزب در اوایل دهه ۱۹۵۰، در زمان دولت دوم کارلوس ایبنز دل کامپو، وی رئیس وزارتخانه‌های کار و معادن بود. در اولین وزارت خود به دلیل اینکه یکی از مروجین «مرکز فقط کارگران» (CUT) بود، مشهور شد. با اتحاد مجدد حزب در سال ۱۹۵۷ وی مجدداً به عضویت حزب درآمد و برای دوره بین ۱۹۶۱ تا ۱۹۶۵ به عنوان یکی از اعضای معاونین انتخاب شد.
با پیروزی سالوادور آلنده در انتخابات ریاست‌جمهوری ۱۹۷۰، آلمیدا به سمت وزارت امور خارجه منصوب شد. به استثنای یک دوره کوتاه، که وی به عنوان وزیر دفاع خدمت می‌کرد، در مقام خود در دولت اتحاد مردمی باقی ماند. در این زمان با اورلاندو لتلیه (وزیر کشور وقت)، برای جلوگیری از سانسور توسط کنگره، با استفاده از یک طرح عدم اعتماد، پیش رفت.

### دستگیری و تبعید
پس از کودتای ۱۱ سپتامبر ۱۹۷۳ که دولت مشروطه را سرنگون کرد، وی به همراه ۹۹ نفر و رهبران اتحاد مردمی دستگیر و به کمپ جزیره داوسون منتقل شد و در آنجا مدت‌ها بازداشت و تحت شکنجه بود. او سرانجام تبعید شد و مدت‌ها در جمهوری دموکراتیک آلمان و مکزیک زندگی می‌کرد، جایی که او به عنوان استاد دانشگاه و رهبر مخالفان سیاسی در تبعید فعالیت می‌کرد.
در اقدامی جسورانه، در مارس ۱۹۸۷ مخفیانه به شیلی بازگشت. بعد از عبور از کوه‌های آند با قاطر، تردد او به‌صورت علنی تعجب مقامات دولت پینوشه را برانگیخت. این باعث شد که او دستگیر و زندانی شود. او تنها فردی بود که دادگاه قانون اساسی شیلی، با استفاده از ماده ۸ گمشده قانون اساسی، او را «خلاف قانون اساسی» اعلام کرد. این ماده هر حزب سیاسی و افرادی را که عقاید چپ را تبلیغ می‌کنند (یعنی کسانی که دکترین «مبتنی بر مبارزه طبقاتی» را ترویج می‌کردند) غیرقانونی می‌خواند. چنین محکومیتی عمدتاً به معنای ازبین‌رفتن استفاده از حقوق شهروندی او بود و فقط پس از بازگشت کشور به حالت عادی دموکراتیک توانست، توسط همان دادگاهی که قبلاً او را محکوم کرده بود، شهروندی خود را دوباره بازیابد.
در دوران پس از دیکتاتوری پینوشه و در اولین سالهای آنچه «انتقال به دموکراسی» خوانده می‌شد، آلمیدا جناح چپ سوسیالیسم شیلی را رهبری کرد و با جناح تازه به رهبری ریکاردو نونز روبرو شد. در این نقش، «دون کلورو» (آنطور که او در بین مردم مشهور بود) سعی در برقراری ارتباط با کمونیست‌ها یا بیشتر از آن چپ‌ها داشت. این از طریق ایجاد سازمانهایی مانند چپ متحد یا حزب گسترده سوسیالیست چپ که دوام چندانی نیاورد بود. در زمان دولت پاتریشیو آیلوین وی مسئول بازگشایی سفارت شیلی در اتحاد جماهیر شوروی، در آخرین ماه‌های بلوک شرق، بود. در هنگام اقامتش در مسکو در سال ۱۹۹۱، او رئیس‌جمهور سابق آلمان شرقی اریش هونکر را به عنوان «مهمان» پذیرفت، درحالیکه مقامات آلمان خواستار او بودند تا به جرم جنایات در زمان رژیم سوسیالیستی محاکمه شود. با وجود مخالفت‌های شیلی، رئیس‌جمهور روسیه بوریس یلتسین، دستور تبعید هونکر به برلین را صادر کرد. عملی که بعداً تبدیل به یک مشکل سیاسی شد.
در بازگشت به شیلی، وی از کار سیاسی فاصله گرفت و خود را وقف زندگی خصوصی کرد، در این ایام او به نوشتن خاطرات خود روی آورد و به عنوان یک دانشگاهی در دانشگاه شیلی با مدیریت دانشکده جامعه‌شناسی کار کرد و به تدریس پرداخت. او کار خود در دانشگاه و تالیفات آکادمیک را تا زمان مرگش در ۲۵ اوت ۱۹۹۷ ادامه داد.

### درگذشت
کلودومیرو آلمیدا در ۲۵ اوت ۱۹۹۷ در سانتیاگو درگذشت.

## ادای احترام
در بزرگداشت آلمیدا، کنگره فوق‌العاده حزب سوسیالیست شیلی در مه ۱۹۹۸ و کتابخانه همان حزب به نام وی نامگذاری شد.